# Peter Donlon
Peter Dwight Donlon (født 16. december 1906 i Port Hueneme, Californien, død 14. december 1979 i Napa, Californien) var en amerikansk roer og olympisk guldvinder.

## Rokarriere
Donlon roede otter for sit universitet, University of California og var med til at vinde det amerikanske collegemesterskab i 1928. Samme båd repræsenterede USA ved OL 1928 i Amsterdam. Resten af besætningen bestod af Jack Brinck, Frank Frederick, Bill Thompson, Bill Dally, Jim Workman, Hubert Caldwell, Marvin Stalder og styrmand Don Blessing. Der deltog i alt 11 både i konkurrencen, hvor amerikanerne kom i finalen ved at vinde alle deres heats. I finalen mødte de den britiske båd, der havde en nem semifinale uden konkurrenter, og de lagde også bedst fra land, men amerikanerne tog sig sammen og vandt deres tredje OL-guld i træk, mens Storbritannien fik sølv og Canada som tabende semifinalist bronze.

## Videre karriere
Donlon var hjælpetræner for den amerikanske otter, der igen vandt OL-guld i 1932 i Los Angeles.
Han stammede fra en familie, der var citrusfrugtdyrkere i det nordlige Californien, og han arbejdede først i familiefirmaet. Senere blev han entreprenør og fik sit eget flisefirma.

## OL-medaljer
- 1928:  Guld i otter